# 12919 Tomjohnson
12919 Tomjohnson è un asteroide della fascia principale. Scoperto nel 1998, presenta un'orbita caratterizzata da un semiasse maggiore pari a 2,2742234 UA e da un'eccentricità di 0,2171927, inclinata di 6,36724° rispetto all'eclittica.